# Kręta
Kręta – skała w grupie Kozłowych Skał w Dolinie Szklarki na Wyżynie Krakowsko-Częstochowskiej. Znajduje się w miejscowości Szklary w województwie małopolskim, w powiecie krakowskim, w gminie Jerzmanowice-Przeginia.
Kręta znajduje się w lesie pomiędzy skałami Kręta Baszta i Pręgierz. Jest to zbudowany z wapieni popękany masyw skalny o pionowych lub przewieszonych ścianach wysokości do 12 m. Uprawiana jest na niej wspinaczka skalna. Jest na niej (wraz z wariantami) 21 dróg wspinaczkowych o trudności od VI.1+ do VI.5+ w skali polskiej. Wszystkie mają zamontowaną pełną asekuracje; ringi, spity i stanowiska zjazdowe lub ringi zjazdowe.

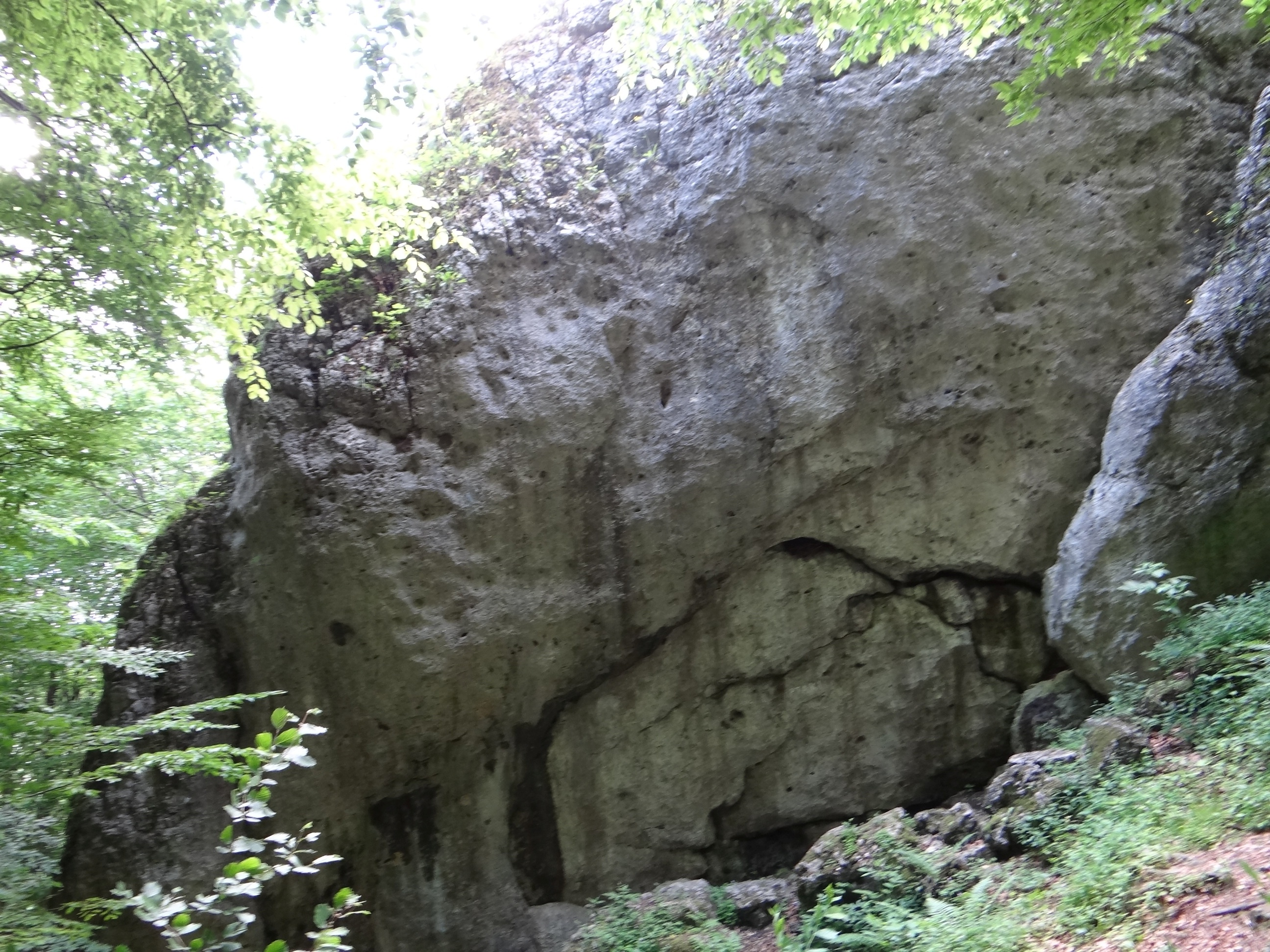
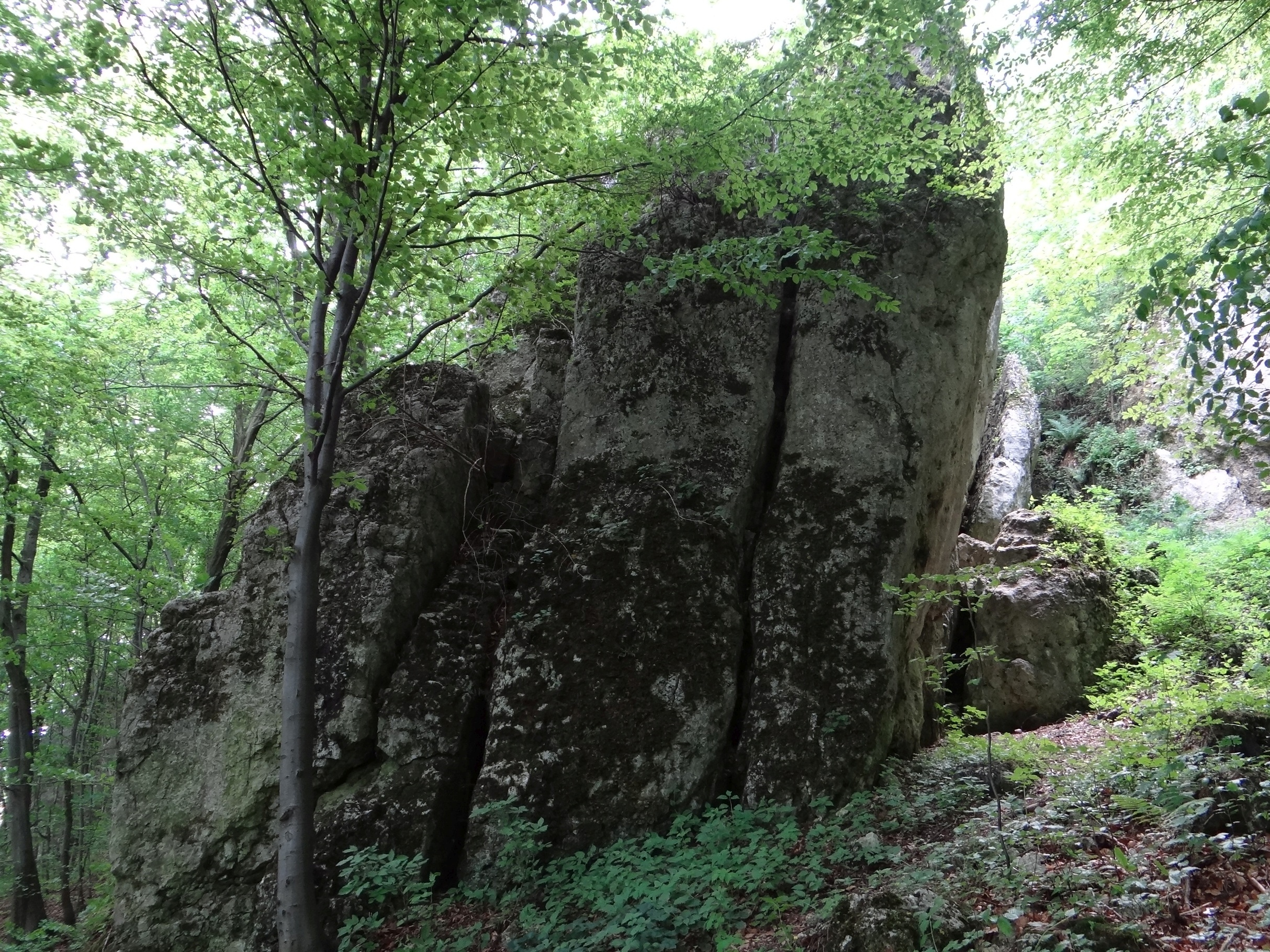
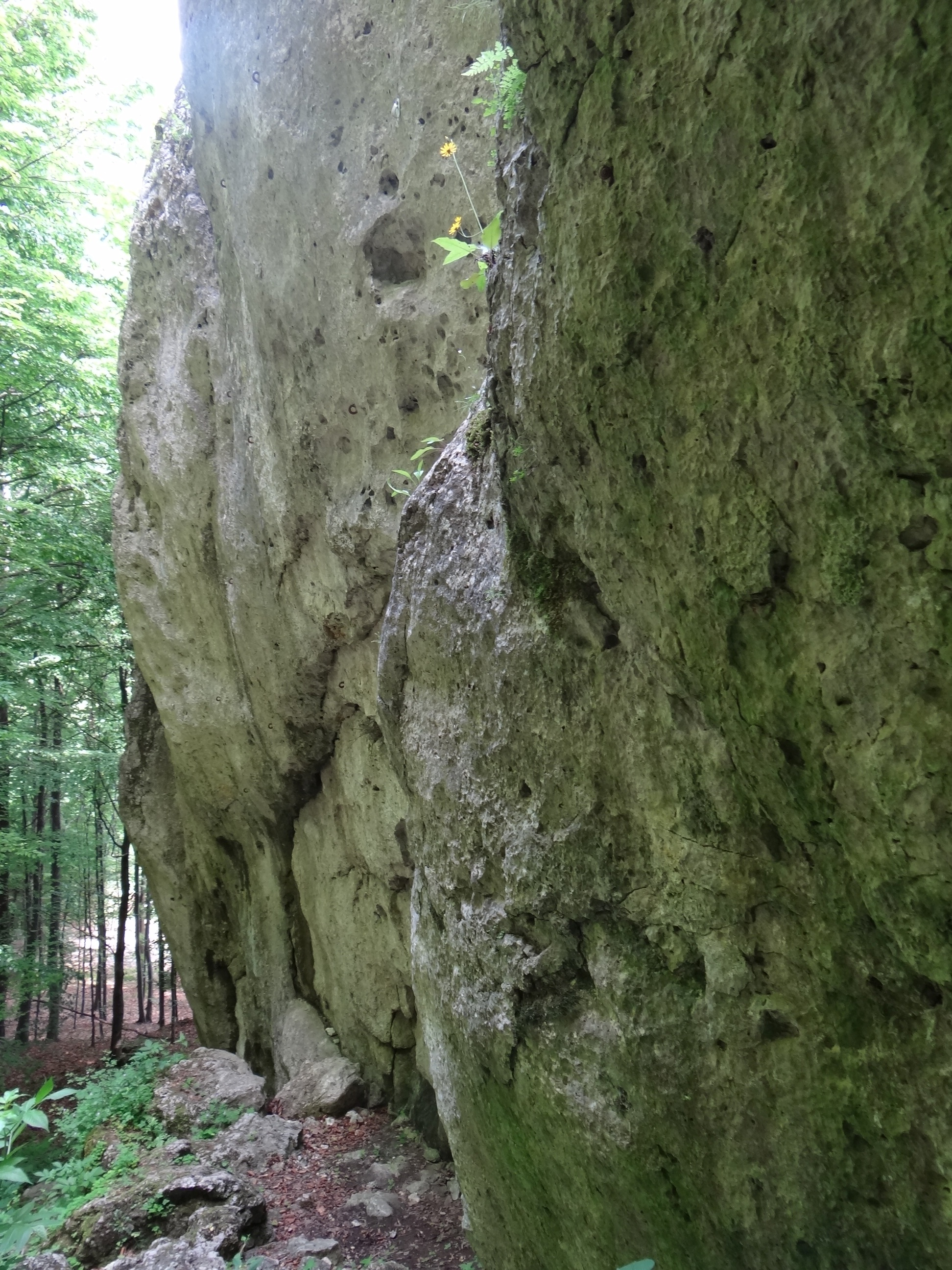